# Ivan Mondok
Ivan Mondok (21. května 1893 Ruská Hrabovka – 8. prosince 1937) byl československý politik rusínské národnosti a meziválečný poslanec Národního shromáždění za Komunistickou stranu Československa zvolený na Podkarpatské Rusi.

## Biografie
Podle údajů k roku 1927 byl profesí redaktorem v Užhorodu. Patřil k předním osobnostem komunistického hnutí na Podkarpatské Rusi, kde vydával list Karpatská pravda.
Po doplňovacích parlamentních volbách na Podkarpatské Rusi v roce 1924 se stal poslancem Národního shromáždění. Mandát obhájil v parlamentních volbách v roce 1925.
V Československu byl za protistátní činnost trestně stíhán. Poté, co si v roce 1930 odseděl tři měsíce za organizování protestní demonstrace, dostal zprávu, že byla proti němu znovu otevřena vyšetřování dalších případů, za což mu hrozilo 5 až 10 let vězení. Proto na doporučení ÚV KSČ ilegálně přes Berlín a Rigu odjel do SSSR, kde dostal pas na jméno Ivan Graf. Stal se aspirantem charkovského Institutu rudých profesorů. Snažil se udržovat úzké styky s podkarpatskými komunisty a podporoval nábor tamních stranických kádrů pro školení v SSSR.
Ivan Mondok byl v Charkově 3. listopadu 1933 zatčen sovětskými zvláštními službami a obviněn ze spolupráce s „ukrajinskou vojenskou organizací“ a ze „špionáže pro českou rozvědku“, za což byl 28. února 1934 rozhodnutím čekistické justiční trojky při Kolegiu GPU Ukrajinské SSR odsouzen podle článku 54-11 trestního zákoníku Ukrajinské SSR na pět let v pracovních táborech. Na XIII. plénu Komunistické internacionály v prosinci 1933 byla proti němu vznesena politická obvinění za „spolupráci s třídním nepřítelem“. Byl obviněn z napojení na „ukrajinskou vojenskou organizaci“.
V rámci Stalinových čistek byl 8. prosince 1937 popraven. Pravděpodobným místem popravy a pohřbu je oblast Lodějnopolského tábora. Po opakovaných intervencích vdovy Teodosije Kerečinské byl 9. července 1957 rehabilitován.